# Robin Chaigneau

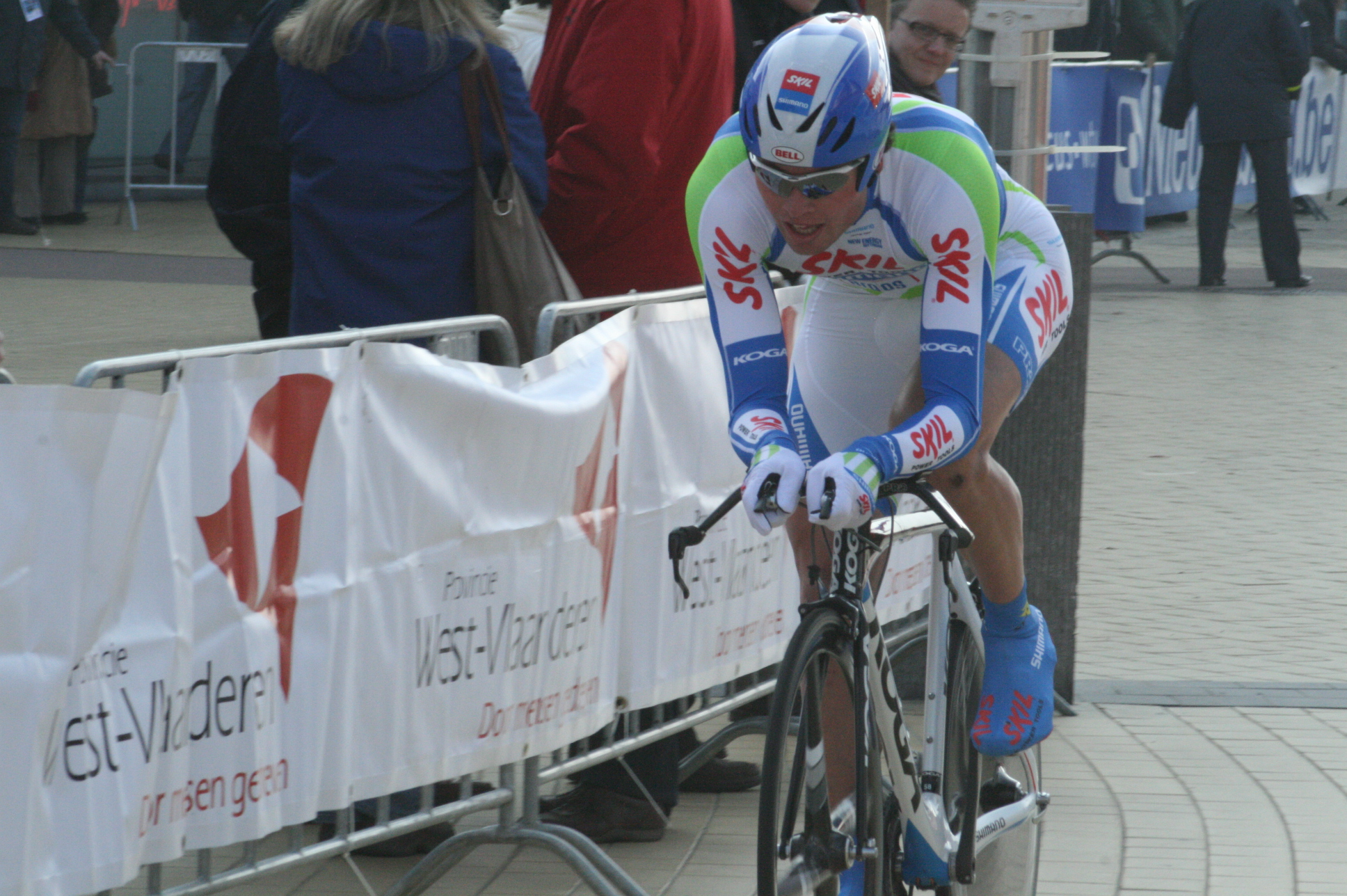
Robin Chaigneau bei den Driedaagse van West-Vlaanderen 2011

Robin Chaigneau (* 2. September 1988) ist ein niederländischer Radrennfahrer.
Chaigneau wurde 2004 niederländischer Meister im Straßenrennen der Jugendklasse und Zweiter bei Omloop Het Volk. Zwei Jahre später wurde er nationaler Straßenmeister der Junioren.
Im Erwachsenenbereich gewann Chaigneau im Jahr 2008 für das UCI Continental Team Asto Cyclingteam an der Spitze des geschlossenen Pelotons die Ronde van Overijssel und damit seinen ersten internationalen Wettbewerb. Nach einem Jahr beim Cyclingteam Jo Piels fuhr er zwei Jahre für das UCI Professional Continental Team Skil-Shimano, für das er gegen Saisonende 2008 bereits als Stagiaire fuhr. Seine besten Ergebnisse in dieser Zeit waren Platz 6 bei Paris–Bourges 2010 und Platz 5 beim Sparkassen Giro Bochum 2011. Die letzten Jahre seiner internationalen Karriere fuhr er bis zum Saisonende 2014 für das Koga Cycling Team und gewann wiederum an der Spitze des geschlossenen Feld den Ster van Zwolle.

## Erfolge
2004
- Niederländischer Meister – Straßenrennen (Junioren)

2006
- Niederländischer Meister – Straßenrennen (Junioren)

2008
- Ronde van Overijssel

2012
- Ster van Zwolle

## Teams
- 2008 Asto Cyclingteam / Skil-Shimano (Stagiaire)
- 2009 Cyclingteam Jo Piels
- 2010–2011 Skil-Shimano
- 2012–2014 Koga Cycling Team